# 沃森伍茲 (密蘇里州)
沃森伍茲（英語：Warson Woods）是位於美國密蘇里州聖路易斯縣的城市。

## 人口
根據2020年美國人口普查的數據，沃森伍茲的面積為1.47平方千米，皆為陸地。當地共有人口2018人，而人口密度為每平方千米1,373人。